# زرقاء اليمامة
زرقاء اليمامة هي شخصية عربية جاهلية من أهل اليمامة كانت مضربًا للمثل في حدِّة النظر وجودة البصر، إذ قيل أنها كانت تبصر الأشياء من مسيرة ثلاثة أيام وبهذه القدرة أنذرت قومها بأن وفود حسان بن تبع الحميري وجموعه قادمة إليهم مستترة بالأشجار تريد غزوهم، ولكنهم اتهموها بالخرف ولم يصدقوها فاجتاحهم الأخير وقضى عليهم.

## اسمها ونسبها
زرقاء اليمامة أو زرقاء جو أو اليمامة، وقيل عنزة بنت لقمان بن عاد، امرأة عربية ذات بصر قوي يعود أصلها إلى جديس أحد قبائل العرب البائدة المنسوبة إلى لاوذ بن إرم بن سام بن نوح وهي قبيلة ذات جاه ونفوذ كان لها في إقليم اليمامة المتوسط في قلب شبه الجزيرة العربية، قصور شامخة وحدائق وبساتين متنوعة الثمار.

## قوة نظرها
يقال إنها كانت تُبصر الشَعَرةَ البيضاء" في اللبن وترى الشخص من على يوم وليلة. وسميت بزرقاء اليمامة لزرقة عينيها.
يروى أنه في إحدى الحروب استتر العدو بفروع الأشجار وحملوها أمامهم، فرأت زرقاء اليمامة ذلك فأنذرت قومها فلم يصدقوها، فلما وصل الأعداء إلى قومها أبادوهم وهدموا بنيانهم، وقلعوا عيني زرقاء اليمامة فوجدوها محشوة بالأثمد وهو حجر أسود كانت تدقه وتكتحل به. وسميت زرقاء اليمامة بهذا الاسم لزرقة عينها.
تضرب العرب المثل بزرقاء اليمامة فيقال «أبصر من زرقاء» لجودة بصرها ولحدة نظرها، ويقال إن اليمامة اسمها وبها سميت بلدتها اليمامة، واسم البلدة جَوّ وتقع بلدتها اليمامة في سهل فسيح يسمى جو لانه فسيح كجو الفضاء، وربما قيل: زرقاء الجو كما قال أبو الطيب المتنبي:
إن التدقيق في قصة زرقاء اليمامة يجعلنا نكتشف أن ميزتها الأساسية لم تكن قوة البصر، بل البصيرة. فالبصيرة هي قوة الإدراك والفطنة، أما البصر فهو حاسة أو قوة يمتلكها الإنسان لرؤية ما حوله، إذ يروى عنها أنها حذرت قومها من شجر يسير، وكان الأعداء قد علموا بقوة بصرها فقطعوا الأشجار واستتروا بها حتى لا تكشفهم، فلما أخبرت زرقاء قومها بأن هناك شجرا يسير لم يصدقوها وسخروا منها، فلما أطبق أعداؤهم عليهم وباغتوهم أدركوا صدق زرقاء، ولكن بعد فوات الأوان.
ولذلك، ربما تكون زرقاء اليمامة قد حذرت قومها من الغزاة، وليس بالضرورة أن تكون فعلت ذلك باستخدام بصرها، بل ربما سمعت عن الغزاة من المسافرين أو العيون «الجواسيس»، أو ربما كانت تريد من قومها البقاء في حالة استعداد وعدم التراخي حتى لا يكونوا لقمة سائغة لعدوهم الملك حسان الحميري، الذي ينسب غزو اليمامة له. ولكن النهاية المأساوية للقصة التي تمثلت في اجتياح العدو مساكن قوم زرقاء وقتل الكثيرين منهم، ربما تكون قد تناقلتها الروايات في ما بعد وضخمتها، خاصة أن الملك حسان الحميري اقتلع عيني زرقاء، فماتت بعد مضي أيام قليلة.
النسخة الأجنبية من زرقاء اليمامة فيرونيكا سيدر

## في الكتب
في كتاب العقد الفريد:
أيام، وكانت تُنذر قومها الجُيوش إِذا غَزَتهم، فلا يَأتيهم جَيْشٌ إلا وقد استعدُّوا له، حتى احتال لها بعضُ مَن 
غزاهم، فأمر أصحابَه فقطعوا شجراً وأمْسكوه أمامهم بأيديهم، ونظرت الزَرقاء، فقالت: إنِّي أرى الشجر 
قد أقبل إليكم؛ قالوا لها: قد خَرِفْت ورَقّ عقلُك وذَهَب بصرُك، فكذَّبوها، وَصبِّحتهم الخيلُ، وأغارت عليهم، 
ومن كتاب آثار البلاد وأخبار العباد:
فلما دهمهم حسان قال لها: ماذا رأيت ? قالت: الشجر خلفها بشر ! فأمر بقلع عينيها وصلبها على باب جو، وكانت المدينة قبل هذا تسمى جواً، فسماها تبع اليمامة وقال:
وفي كتاب الأغاني لأبي الفرج الإصفهاني:
إنّ قوما من العرب غزوا اليمامة، فلما اقتربوا من مسافة نظرها خشـوا أن تكتشف الزرقاء أمرهم، فأجمع رأيهم على أن يقتلعوا شجرات تستر كل شجرة منها الفارس إذا حملها. فأشرفت الزرقاء كما كانت تفعل. فقال قومها: ما ترين يا زرقاء؟. فقالت: أرى شجرا يسير! فقالوا: كذبت أو كذبتك عينك، واستهانوا بقولها.
فلما أصبحوا صبحهم القوم وقتلوا منهم مقتلة عظيمة وأخذوا الزرقاء فقلعوا عينيها فماتت بعد أيام..وعندما ماتت اقتلعوا عينها فوجدوا ان عينها كانت مليئة بالأثمد.
وورد في كتب الشيعة في كتاب بحار الانوار للعلامة المجلسي ان زرقاء اليمامة حاولت اغتيال النبي محمد عندما كان جنينا في بطن امه:
قالت الزرقاء: إذا دخلت على آمنة وجلست عندها فاقبضي على ذؤائبها، واضربيها بهذا الخنجر، فإنه مسموم، فإذا اختلط الدم بالسم هلكت، فإذا وقع عليك تهمة، أو وجب عليك دية فأنا أقوم بخلاصك

## وصلات خارجية
- الشايع، عبد الله بن محمد (رجب 1429هـ). زرقاء اليمامة بين الحقيقة والخيال - العدد الثالث- السنة الرابعة والثلاثون (PDF). الرياض - السعودية: مجلة الدارة (دارة الملك عبد العزيز). ص. 9 - 52. مؤرشف من الأصل (PDF) في 18 يونيو 2020م. {{استشهاد بكتاب}}: تحقق من التاريخ في: |تاريخ أرشيف= (مساعدة)